# Level5 Stadium
Level5 Stadium (em japonês: レベルファイブスタジアム) é um estádio localizado em Fukuoka, Japão, possui capacidade total para 22.563 pessoas, o estádio foi inaugurado em 1995 e é a casa do time de futebol Avispa Fukuoka, recebeu jogos da Copa do Mundo de Rugby de 2019.